# Howard Rheingold
Howard Rheingold (7 de julio de 1947) es un crítico y ensayista estadounidense. Está especializado en las implicaciones culturales, sociales y políticas de las nuevas  tecnologías de la información, como internet y la telefonía móvil.
Rheingold es conocido por haber acuñado el término comunidad virtual (Virtual Community). El autor se encuadra dentro de los teóricos optimistas respecto a las consecuencias sociales del desarrollo de estas comunidades, ya que ve en las comunidades virtuales un instrumento de afirmación de la democracia descentralizada, e hipotiza sobre el surgimiento de una comunidad en línea global. 
Otro de los términos acuñados por el autor es el de Multitudes inteligentes (SmartMobs), que se define como una forma de organización social que nace y se estructura a través de las nuevas tecnologías de la información y las comunicaciones.
Actualmente Rheingold es profesor de la Universidad de Stanford.

## Obras
- Talking Tech: A conversational Guide to Science and Technology con Howard Levine (1982)
- Higher Creativity con Willis Harman (1984)
- Tools for Thought: The History and Future of Mind-Expanding Technology (1985)
- Out of the Inner Circle con Bill Landreth (1985)
- They Have a Word for It: A Lighthearted Lexicon of Untranslatable Words & Phrases (1988)
- The Cognitive Connection: Thought and Language in Man and Machine con Howard Levine (1987)
- Excursions to the Far Side of the Mind (1988)
- Exploring the World of Lucid Dreaming con Stephen LaBerge (1990)
- Virtual Reality (1991)
- The Virtual Community: Homesteading on the Electronic Frontier (1993) ISBN 0-201-60870-7
- Whole Earth Catalog: Access to Tools and Ideas for the Twenty-First Century (1995)
- The Heart of the WELL (1998)
- The Virtual Community: Homesteading on the Electronic Frontier (2000 reeditado con nuevos materiales) ISBN 0-262-68121-8
- Smart Mobs: The Next Social Revolution (2002)